# Bruthen
Bruthen is een plaats in de Australische deelstaat Victoria en telt 624 inwoners (2006).

## Geboren
- Daniel McConnell (1985), Australisch mountainbiker